# Attore sintagmatico
Un attore sintagmatico è ogni individuo quando, rapportandosi con uno spazio (concreto o astratto) e gli elementi che lo caratterizzano, crea un territorio. Tale definizione è stata creata dal geografo Claude Raffestin.
In questa accezione il territorio stesso non è da considerare come un semplice supporto fisico spaziale, ma come un sintagma risultato del processo di territorializzazione..